# St. Cyriakus (Frankenthal-Eppstein)
Die St.-Cyriakus-Kirche in Frankenthal-Eppstein ist das katholische Gotteshaus des Ortes und wurde zwischen 1760 und 1765 als Barockbau, unter Einschluss des mittelalterlichen Turmes der Vorgängerkirche errichtet.

## Lage
Die dem Hl. Cyriakus geweihte Kirche liegt in der Ortsmitte Eppsteins (Dürkheimer Straße 27), gegenüber der protestantischen Christuskirche.

## Geschichte

### Der mittelalterliche Bau

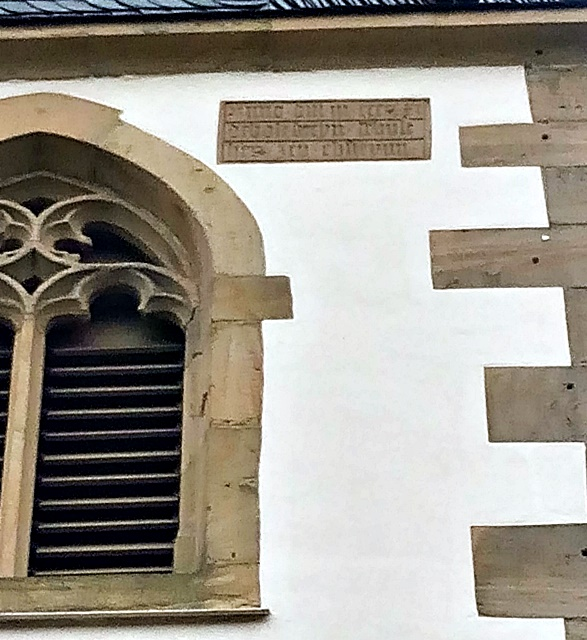
Turm, Bauinschrift von 1511

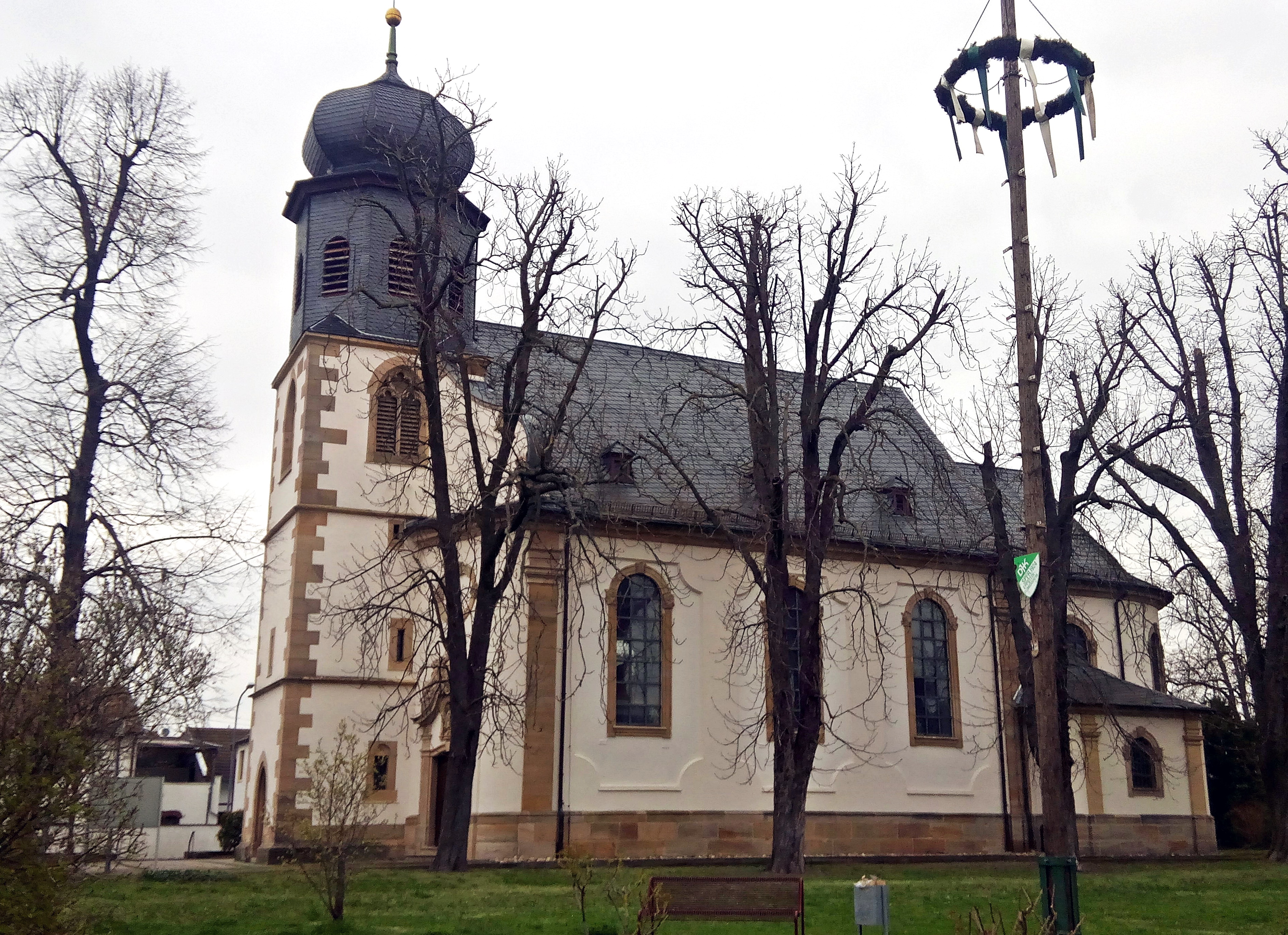
St. Cyriakus von Süden

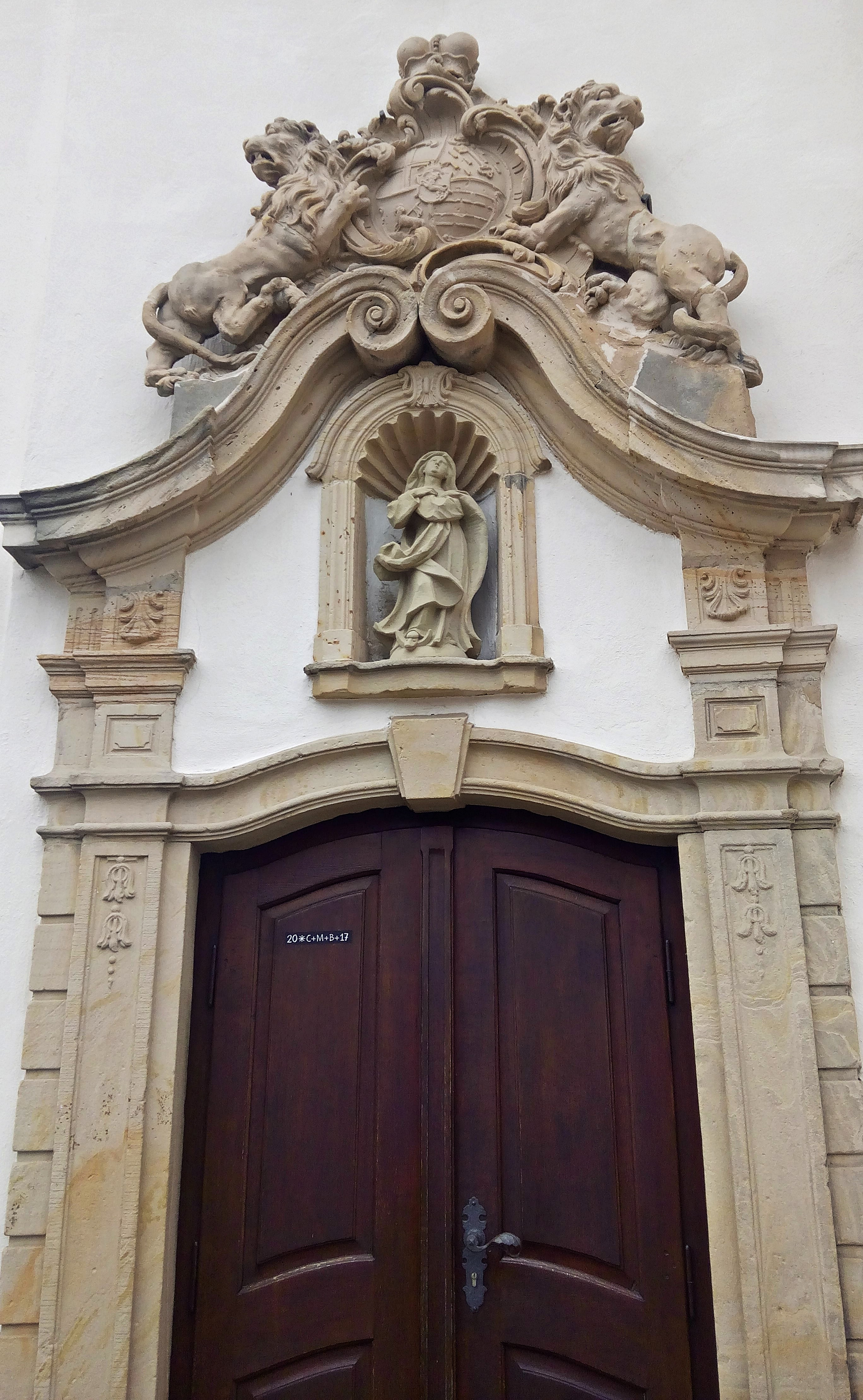
Eines der frontseitigen Wappen-Portale zu den Seitenschiffen

1293 inkorporierte der Wormser Bischof Eberhard von Strahlenberg (1291–1293) die Kirche dem Cyriakusstift Neuhausen. Im Wormser Synodale von 1496 hieß es, der Turm sei baufällig. Laut heute noch vorhandener Inschrift wurde 1511 ein neuer Turm vollendet. Er ist in den jetzigen Bau integriert. Sein Hauptportal trägt die Jahreszahl 1509. Die frontseitige Inschrift lautet: Anno dmi mccccXI debalt steyn schulthes zew ebsteyn (übertragen etwa: Im Jahre des Herrn 1511 unter Schultheiß Theobald Stein zu Eppstein).

### Der Barockbau
In der Reformationszeit wurde die Kirche protestantisch, fiel aber bei der Kurpfälzischen Kirchenteilung von 1705 wieder den Katholiken zu. Im Auftrag der Kirchengemeinde stellten die Eppsteiner Schöffen Hans Jakob Wetzel und Hans Jakob Kohl 1708 ein Gesuch an den Fürstbischof zu Worms und baten darin um Instandsetzung. Dem Schreiben nach fehlte der Cyriakuskirche zu der Zeit das Dach. Die folgende Renovierung kann nur eine Notlösung dargestellt haben, denn die Eppsteiner Gemeinde verlangte schon bald eine Erweiterung des Kirchenbaus. 1761 brachte die Drohung, den Kirchenzehnten zu beschlagnahmen, endlich die fürstbischöfliche Hofkammer zu Worms dazu, den Barockbaumeister Hartweck mit der Planung eines Umbaus zu beauftragen. Wegen der festgestellten Baufälligkeit der Vorgängerkirche wurde statt eines Umbaus ein Neubau realisiert, dieser unter Erhaltung des Turmunterbaus aus den Entstehungsjahren 1509 bis 1511. Die Ausmaße des Barockbaus wurden durch Hartweck auf 29,7 Meter Länge und 13,2 Meter Breite (93 auf 44 Schuh) festgelegt. Mehrere Pilaster teilen die Seitenwände in gleichmäßige Felder auf, der Übergang von den Seitenwänden zur Decke ist gewölbt gestaltet. Der Chor ist ein im Grundriss verkürztes Oval.

### Umbauten der Cyriakuskirche
1925 erhielt die Kirche gegenüber der Sakristei den Anbau eines kleinen Oratoriums, um das Fassungsvermögen der Kirche zu erweitern. Im Oratorium folgten zumeist die Kinder den Gottesdiensten.
Am 23. September 1943 brannte die Kirche auf Grund eines Bombardements Frankenthals durch die alliierten Streitkräfte bis auf die Grundmauern ab. Die Inneneinrichtung konnte in dieser Nacht durch freiwillige Helfer aus der brennenden Kirche gerettet werde. Am 9. Oktober 1949 weihte der Speyerer Bischof Joseph Wendel die Cyriakuskirche nach dem Wiederaufbau. 1953/54 erhielt der historische Turm statt der im Krieg vernichteten Spitzhaube eine Barockhaube. Die Innen- und Außenrenovierung der Kirche von 1975/76 hat bis heute Bestand.

### Altäre
Der Hochaltar hat über der Mensa einen barocken Aufbau mit Putten auf dem Tabernakel, dieser ist auf jeder Seite von einem Anbetungsengel begleitet. Eine holzgeschnitzte Kreuzigungsgruppe mit lebensgroßen Figuren von Maria und dem Apostel Johannes in barocker weiß-goldener Fassung bilden die Krönung des Hochaltars. Der Hochaltar gilt als Stiftung des Wormser Bischofs Johann IX. Philipp von Walderdorff, der ab 1763 das Bischofsamt bekleidete. Die Vorderseite des Altars ziert sein Wappen.
Die Nebenaltäre sind der Heiligen Maria und dem Märtyrer Sankt Cyriakus geweiht. Der Marienaltar links war ursprünglich eine Stiftung der Familie Hund von Saulheim, die Barockmadonna ist eine Stiftung der Eppsteiner Familie Liebhaber. Sie ersetzte das Gemälde „Die Verkündigung“, einst eine Stiftung der ortsansässigen Familie Bunn. Die vergoldete Figur des Kirchenpatrons Cyriakus rechts, wurde 1812 dem Altar hinzugefügt.

### Pietà
Die Pietà an der linken Wand der Cyriakuskirche wird von Kunsthistorikern der Zeit der Vorgängerkirche von 1708 zugerechnet. Auf einer Tafel unter der Pietà befinden sich zum Gedenken die Namen der gefallenen und vermissten Katholiken Eppsteins und Flomersheims beider Weltkriege.

### Orgel
Die  von Johann Ignaz Seuffert 1771 für die Kirche erbaute Orgel wurde Ende des 19. Jahrhunderts nach Einselthum verkauft. Bis 1971 war sie dort in Betrieb, bevor Mitte der 1990er Jahre die Idee reifte, diese Orgel wieder an ihren Herkunftsort Eppstein zu holen. Nach deren Renovierung 1997 durch die Orgelmanufactur Vleugels in Hardheim wurde sie in die Sankt-Cyriakuskirche Eppstein zurückgeführt. 2008 konzertierte der Organist Felix Hell auf dieser Orgel und im Rahmen des Kultursommers Rheinland-Pfalz gab es 2014 ein Konzert mit Sebastian Knebel (Orgel) und Anne Erdmann-Schiegnitz (Geige).

### Wappen
Über der Tür der ehemaligen Sakristei befindet sich ein Schild der Familie Hund von Saulheim, den ehemaligen Patronatsherren der Kirche.
Die Altarvorderseite ziert das Wappen des Wormser Bischofs Johann IX. Philipp von Walderdorff. Über den Türen zu den Seitenschiffen, rechts und links des Turmes, ist ebenfalls das von Löwen flankierte Wappen dieses Wormser Bischofs und Kurfürsten von Trier angebracht.

## Patrozinium
In der 1494 abgefassten Bestandaufnahme der Kirchen im Bistum Worms wird als Patronatsherrschaft der St.-Cyriakuskirche in Eppstein das Stift Neuhausen bei Worms genannt. Die Inkorporation durch den Bischof von Worms wird mit dem Jahr 1293 angegeben. Als Patronatsherr wird 1494 Philipp Allendorfer von Niederflörsheim genannt. Das Stift Neuhausen war unterhaltspflichtig für die Kirche, den Chor, Ornate und das Pfarrhaus.
Im Jahr 841 hatte Abt Samuel von Lorsch, späterer Bischof von Worms, die Gebeine des 309 in Rom als Märtyrer verstorbenen Heiligen Cyriakus nach Worms geholt. Mit der Cyriakus-Stiftsgründung im benachbarten Neuhausen kamen die Reliquien 847 dorthin. 1293 wurde das Patronatsrecht der Eppsteiner Kirche durch den Bischof Eberhard II. von Worms an das Cyriakusstift Neuhausen abgetreten. Seine Einkünfte bezog das Stift in den folgenden Jahrhunderten zu einem großen Teil aus Orten, die seit Mitte des 14. Jahrhunderts in pfälzischen Territorien lagen, wie auch Eppstein, und zu diesem Zeitpunkt begann auch der Kampf um die Unabhängigkeit des Stiftes.

## Galerie

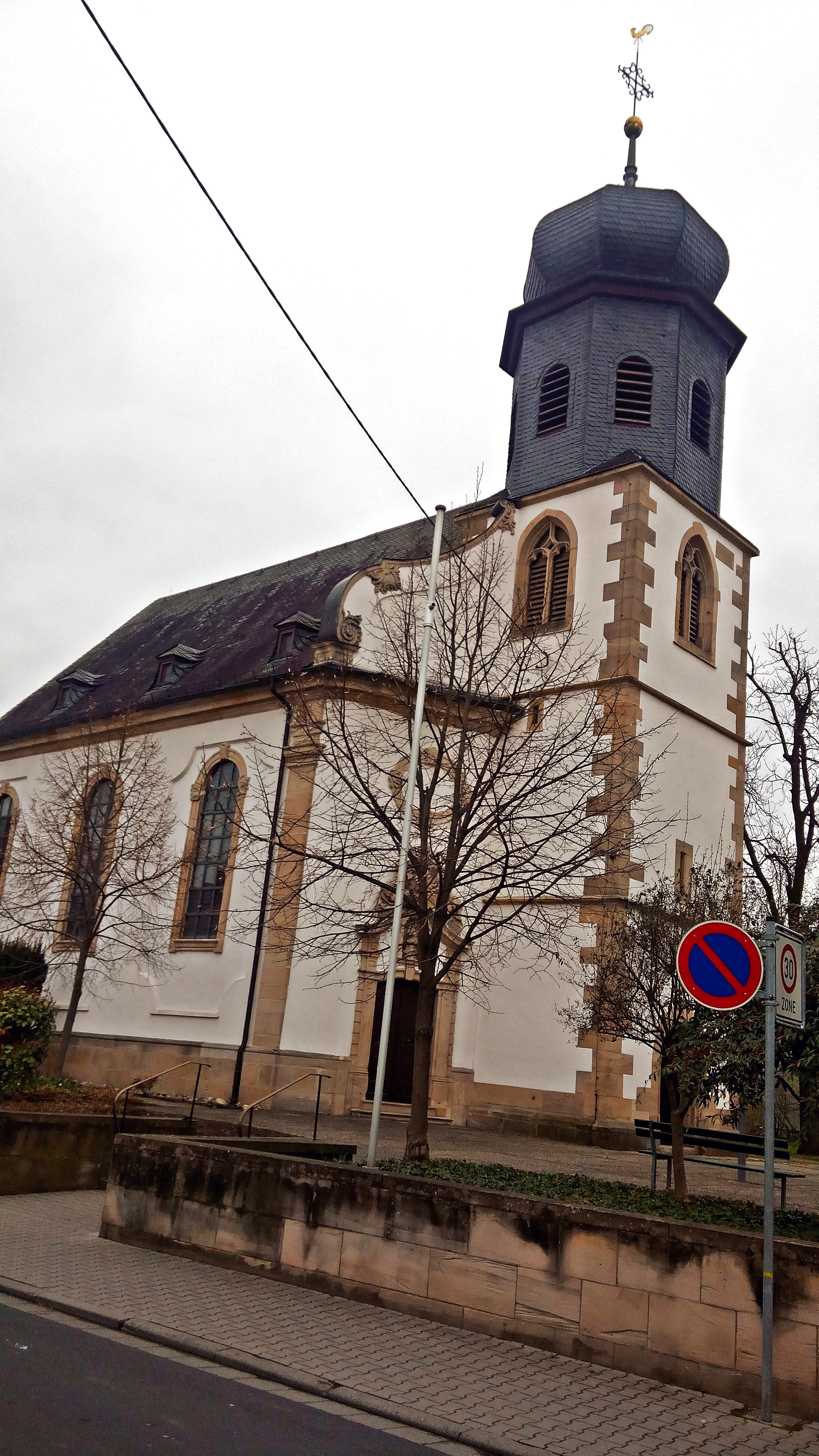
Cyriakuskirche von Nordwesten
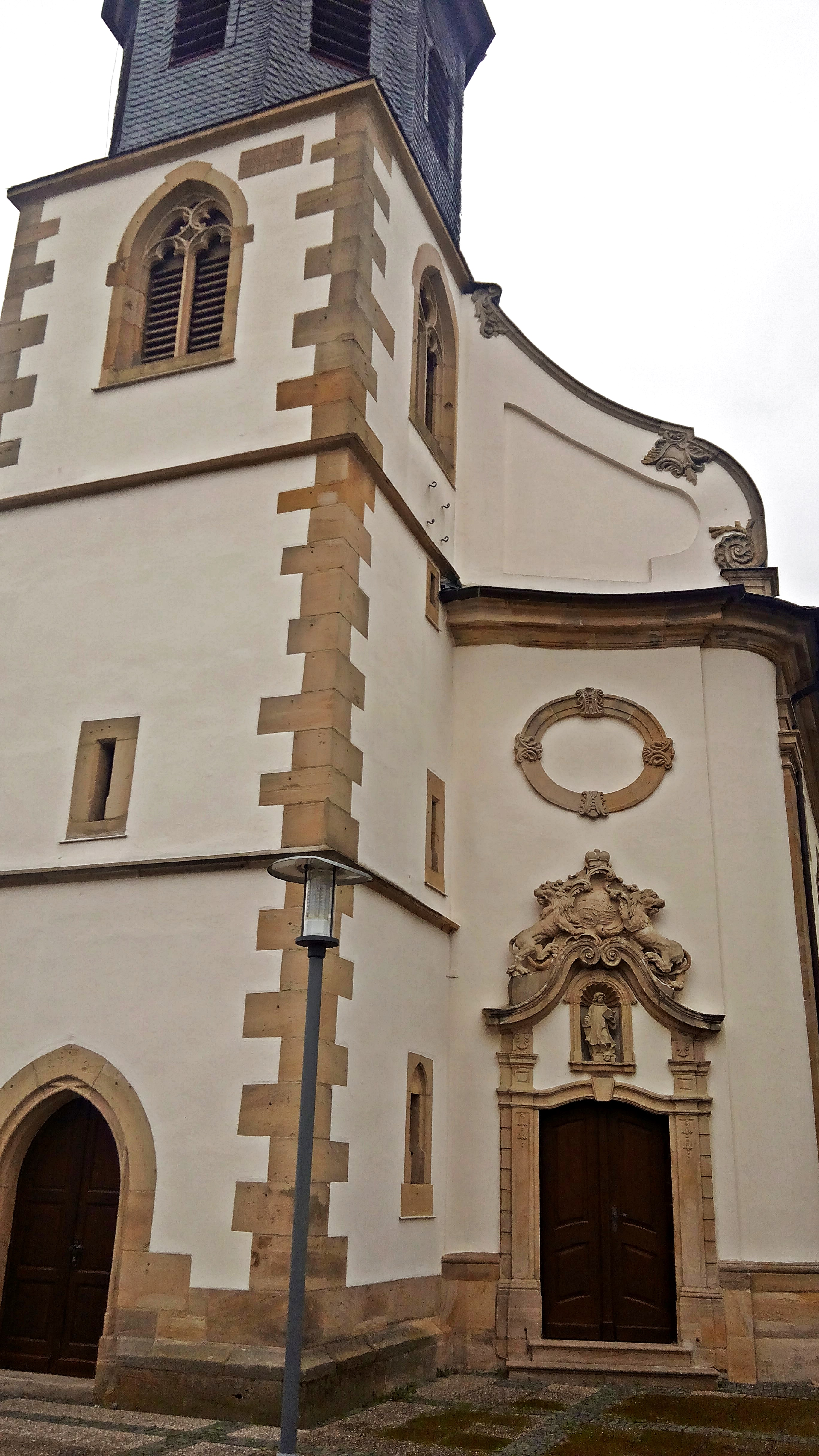
Turm und Seitenschiff
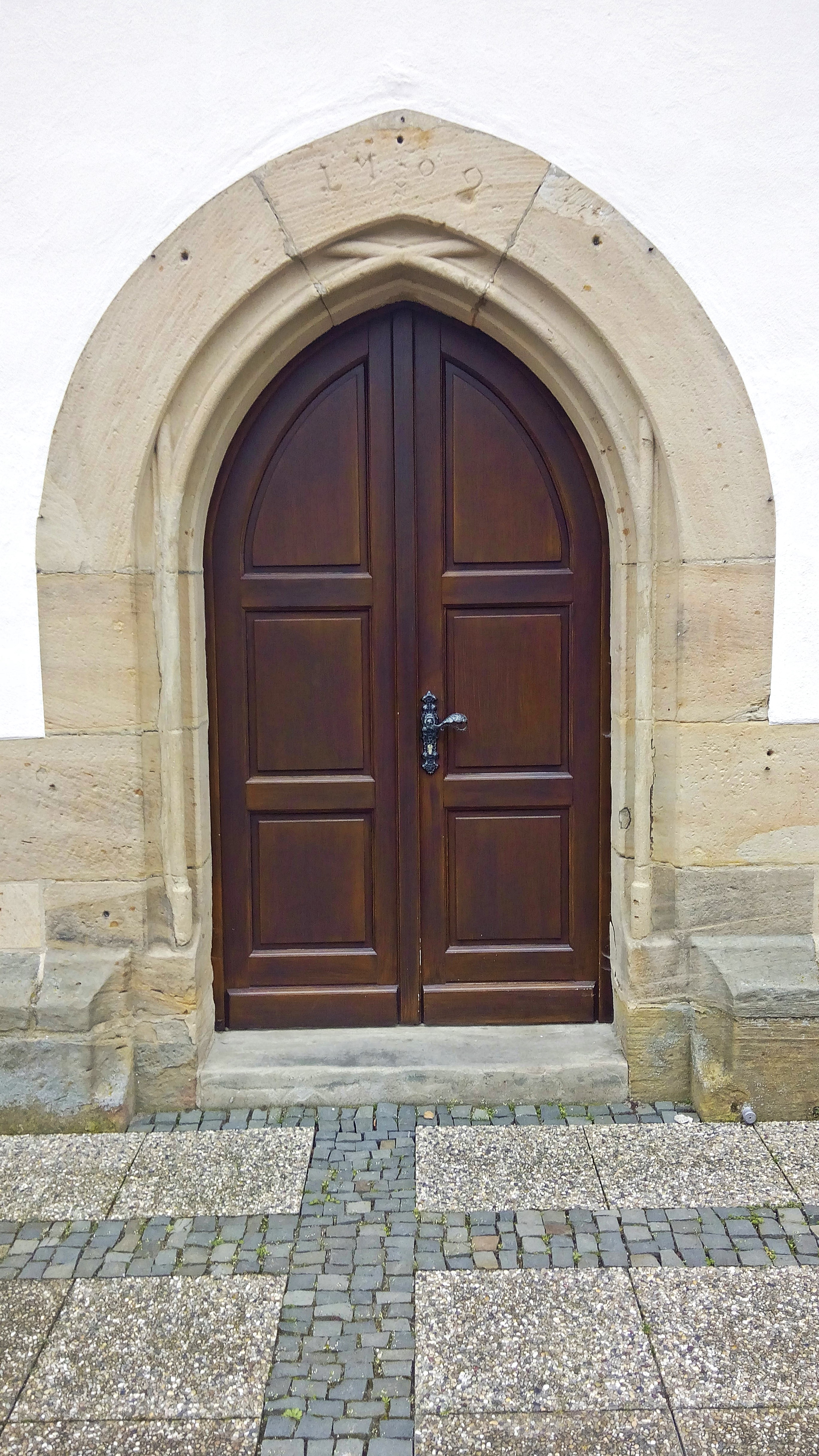
Hauptportal Turm
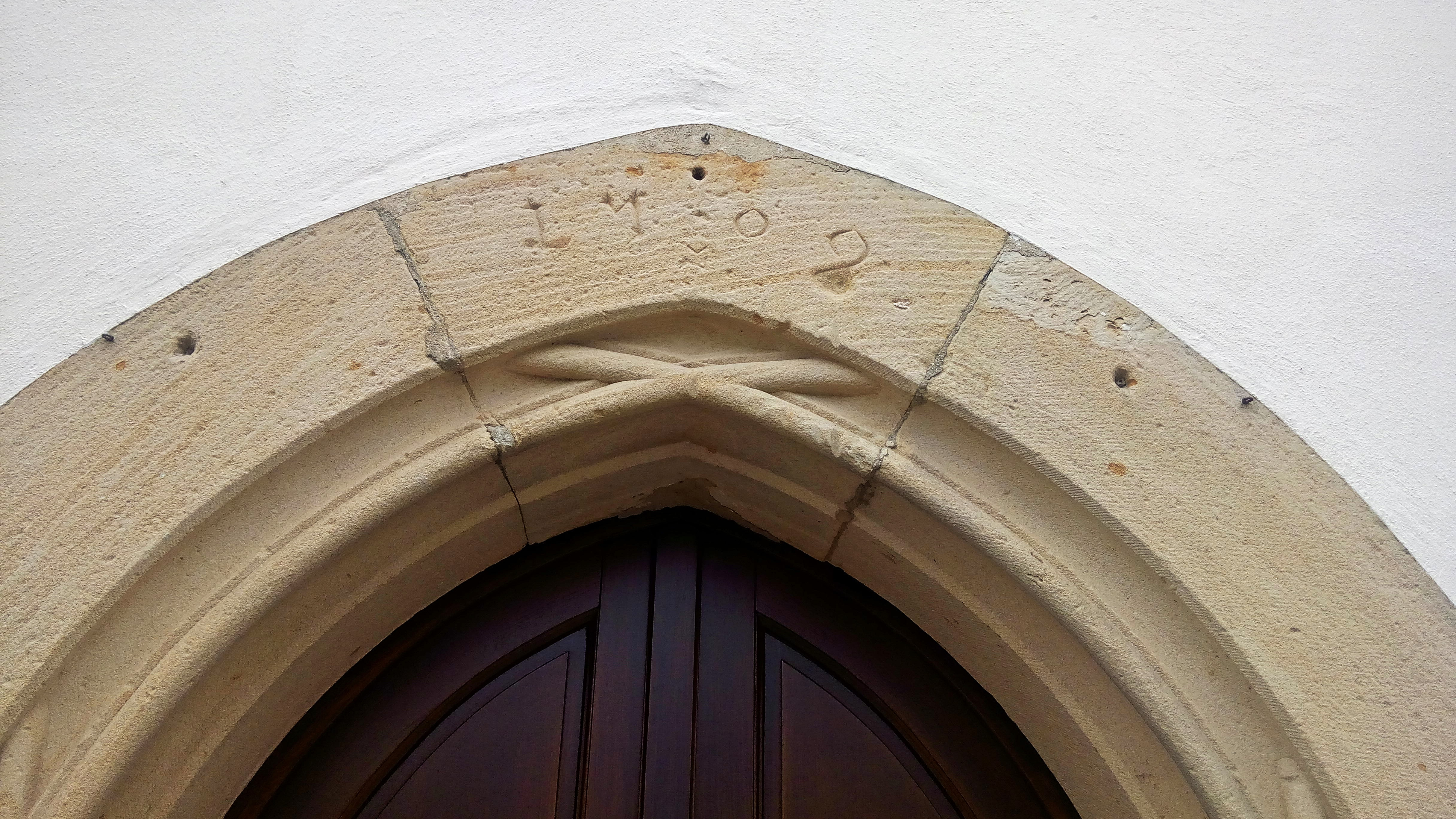
Scheitelstein „1509“, am Turmportal
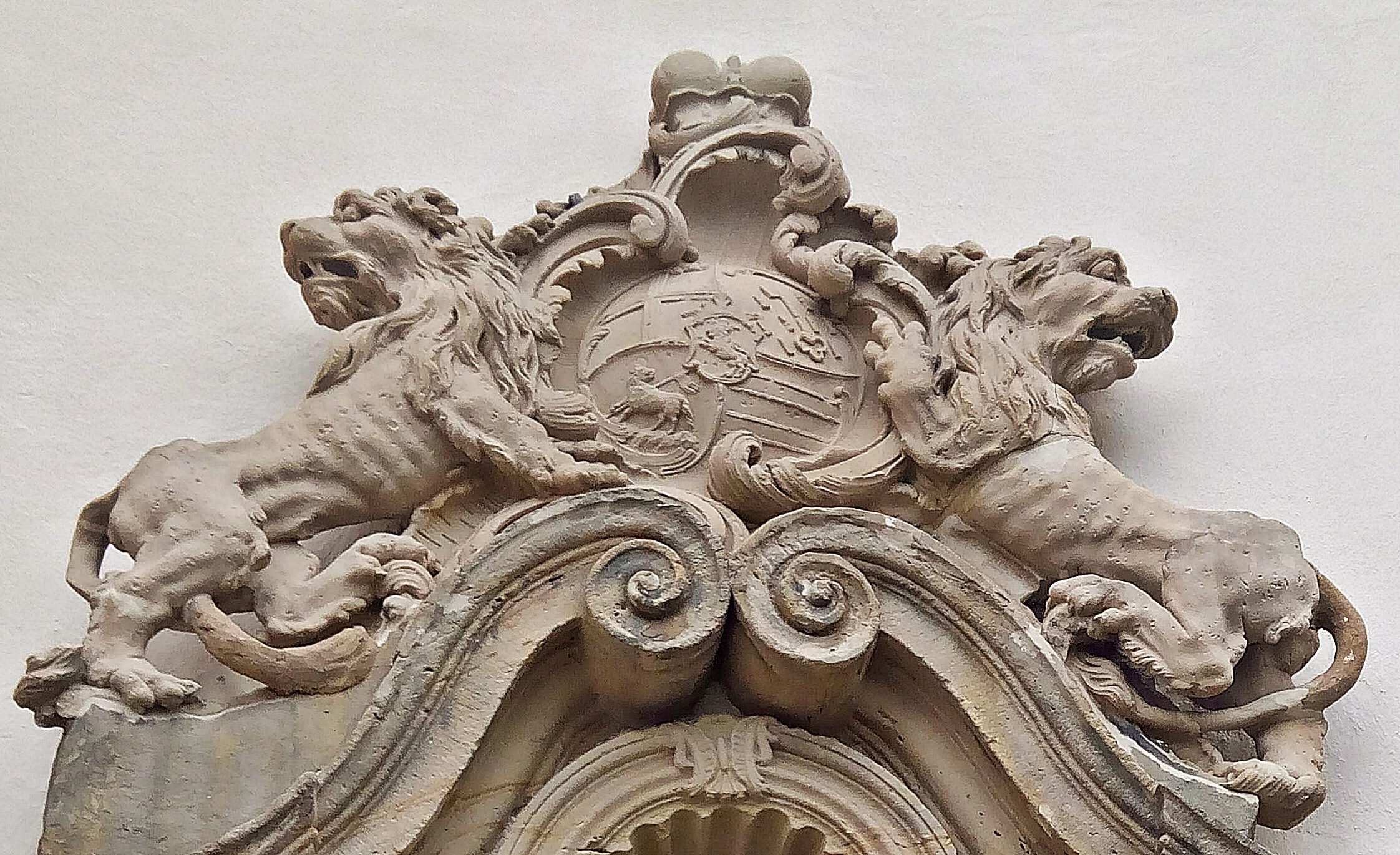
Wappen des Bischofs Johann IX. Philipp von Walderdorff
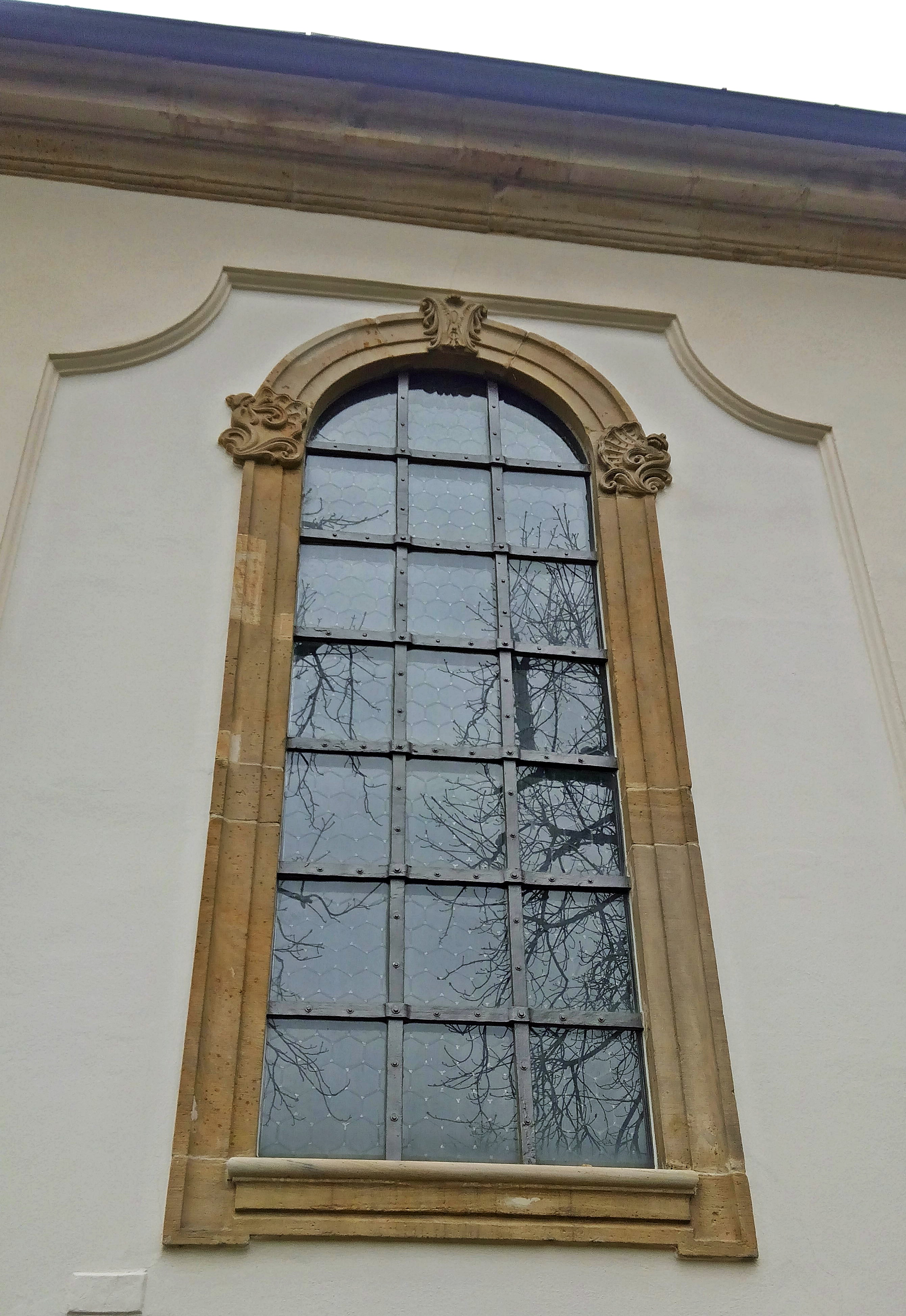
Fenster, Kirchenschiff
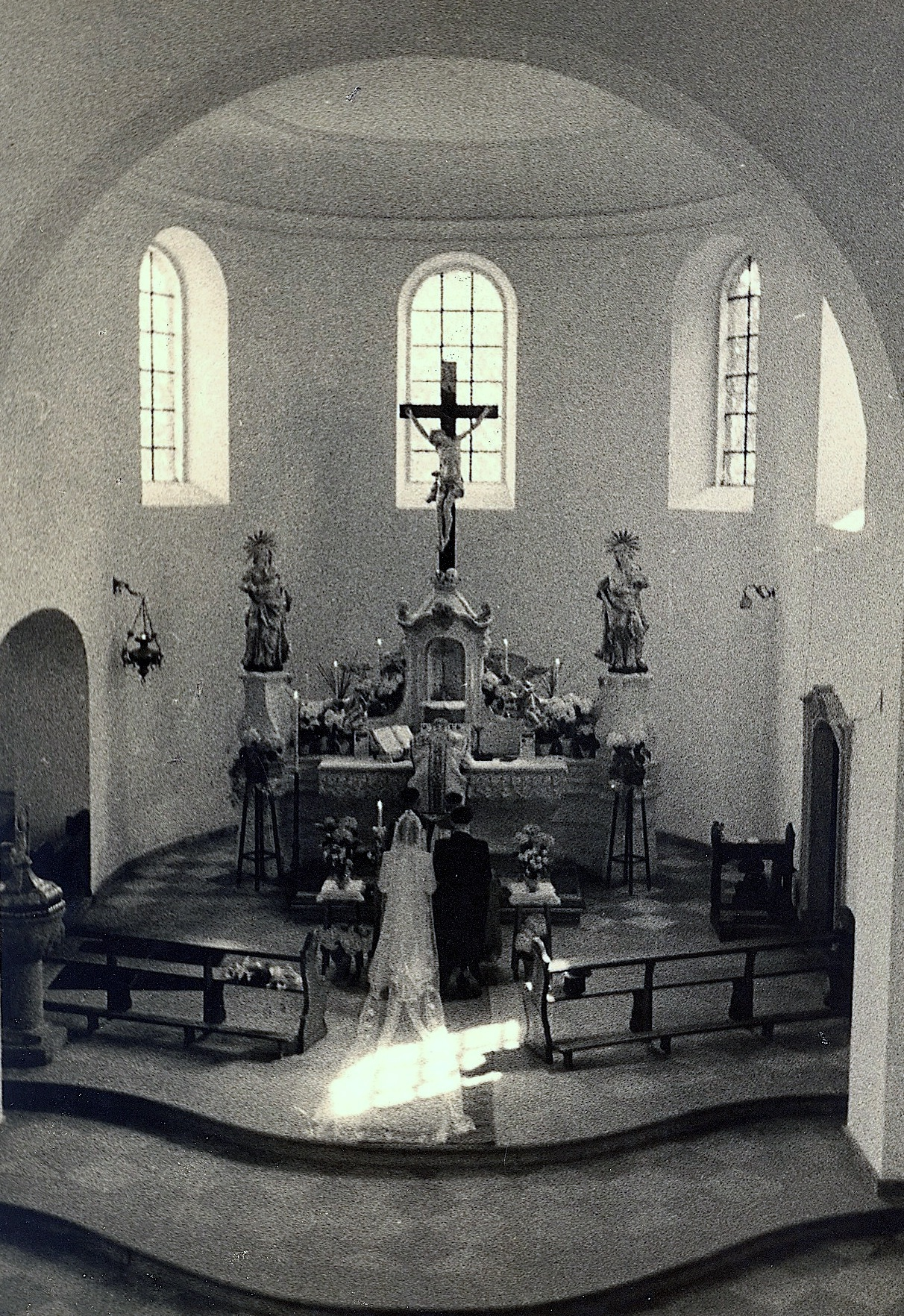
Blick auf den Altar, Ansicht vor 1960
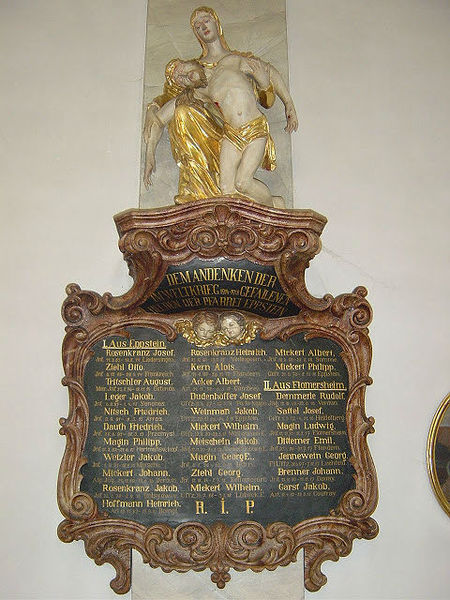
Pietà mit Gedenktafel für die Opfer beider Weltkriege